# Christian Gottlob Heyne
Christian Gottlob Heyne (25 de septiembre de 1729 - 14 de julio de 1812) fue un investigador clásico y arqueólogo alemán, así como director durante mucho tiempo de la Biblioteca Estatal y Universitaria de Gotinga.

## Biografía
Nació en Chemnitz, Electorado de Sajonia. Su padre fue un tejedor pobre que había abandonado Silesia trasladándose a Sajonia para mantener su fe protestante. La educación de Christian fue pagada por su padrino. En 1748 ingresó en la Universidad de Leipzig, donde a menudo pasó penurias económicas. Fue ayudado por el clasicista Johann Friedrich Christ, que le animó y prestó sus textos griegos y latinos. Consiguió un puesto de tutor en la familia de un mercader francés en Leipzig, lo que le permitió continuar sus estudios. En 1752 el profesor de leyes Johann August Bach concedió a Heyne el título de maestro, pero durante muchos años pasó estrecheces.

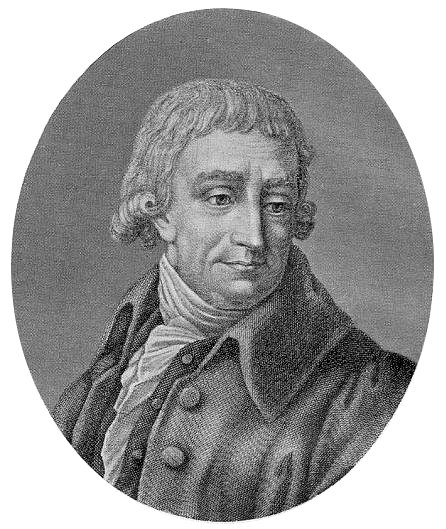
Christian Gottlob Heyne.

Una elegía escrita por él en latín por la muerte de un amigo atrajo la atención del conde von Brühl, el primer ministro, que expresó su deseo de conocer al autor. Así, en abril de 1752, Heyne viajó a Dresde, creyendo que había hecho fortuna. Fue bien recibido y se le prometió una secretaría y un buen salario, pero no logró nada. Siguió otro periodo de pobreza, y solo insistiendo en sus solicitudes pudo Heyne lograr el puesto de escribiente en la biblioteca del conde, con un salario de menos de veinte libras esterlinas. Se dedicó a la traducción: además de algunas novelas francesas, adaptó al alemán Las aventuras de Quéreas y Calírroe de Caritón, un escritor de novela griega del siglo I d. C. Publicó su primera edición de Tibulo en 1755, y en 1756 su Epicteto. Este último año estalló la Guerra de los Siete Años y la biblioteca fue destruida, quedando Heyne otra vez sin cargo. En 1757 se le ofreció una tutoría en casa de Frau von Schönberg, donde conoció a su futura esposa.
En enero de 1758 acompañó a su pupilo a la Universidad de Wittenberg, pero la invasión prusiana le expulsó en 1760. El bombardeo de Dresde, el 18 de julio de 1760, destruyó todas sus posesiones, incluyendo una edición casi terminada de Luciano, basada en un valioso códice de la Biblioteca de Dresde. El verano de 1761, todavía sin ingresos fijos, se casó y pasó a ser administrador de tierras del barón von Löben en Lusacia. Sin embargo, a finales de 1762 pudo volver a Dresde, donde recibió de P. D. Lippert el encargo de preparar el texto latino del tercer tomo de su Dactyliotheca (informe artístico de una colección de joyas).
A la muerte de Johann Matthias Gesner en la Universidad de Gotinga en 1761, la silla vacante fue rechazada primero por Ernesti y luego por Ruhnken, quien convenció a Münchhausen, el ministro hanoveriano y conservador principal de la universidad de que nombrase a Heyne (1763). Sus emolumentos aumentaron gradualmente, y su creciente celebridad le atrajeron ventajosos ofrecimientos de otros gobiernos alemanes, que rechazó sistemáticamente. Heyne recibió simultáneamente el puesto de director de la biblioteca universitaria, cargo que ostentó hasta su muerte en 1812. Bajo su mandato, la biblioteca, actualmente conocida como Biblioteca Estatal y Universitaria de Gotinga, creció en tamaño y reputación hasta una de las mejores bibliotecas académicas del mundo, debido a los innovadores métodos de catalogado de Heyne y a su agresiva política de adquisiciones internacionales.
A diferencia de Gottfried Hermann, Heyne consideraba el estudio de la gramática y el idioma un simple medio para lograr un fin, y no el objeto principal de la filología. Pero, sin ser un investigador crítico, fue el primero en intentar un tratamiento científico de la mitología griega, dando un indudable impulso a los estudios filológicos.

## Obra
De los numerosos escritos de Heyne deben mencionarse los siguientes:
- Ediciones, con copiosos comentarios, de Tibulo (ed. SC Wunderlich, 1817), Virgilio (ed. GP Wagner, 1830-1841), Píndaro (3.ª ed. por GH Schafer, 1817), Apolodoro, Bibliotheca Graeca (1803), y Homero, Ilíada (1802).
- Opuscula academica (1785-1812), conteniendo más de un centenar de disertaciones académicas, de las que las más valiosas son las relativas a las colonias griegas y las antigüedades de arte e historia etruscos.
- Antiquarische Aufsätze (1778-1779), una valiosa colección de ensayos relacionados con la historia del arte antiguo.
- Contribuciones al Göttingische gelehrte Anzeigen, cifradas entre 7000 y 8000 in number.